# Dionysios von Alexandria (Geograph)

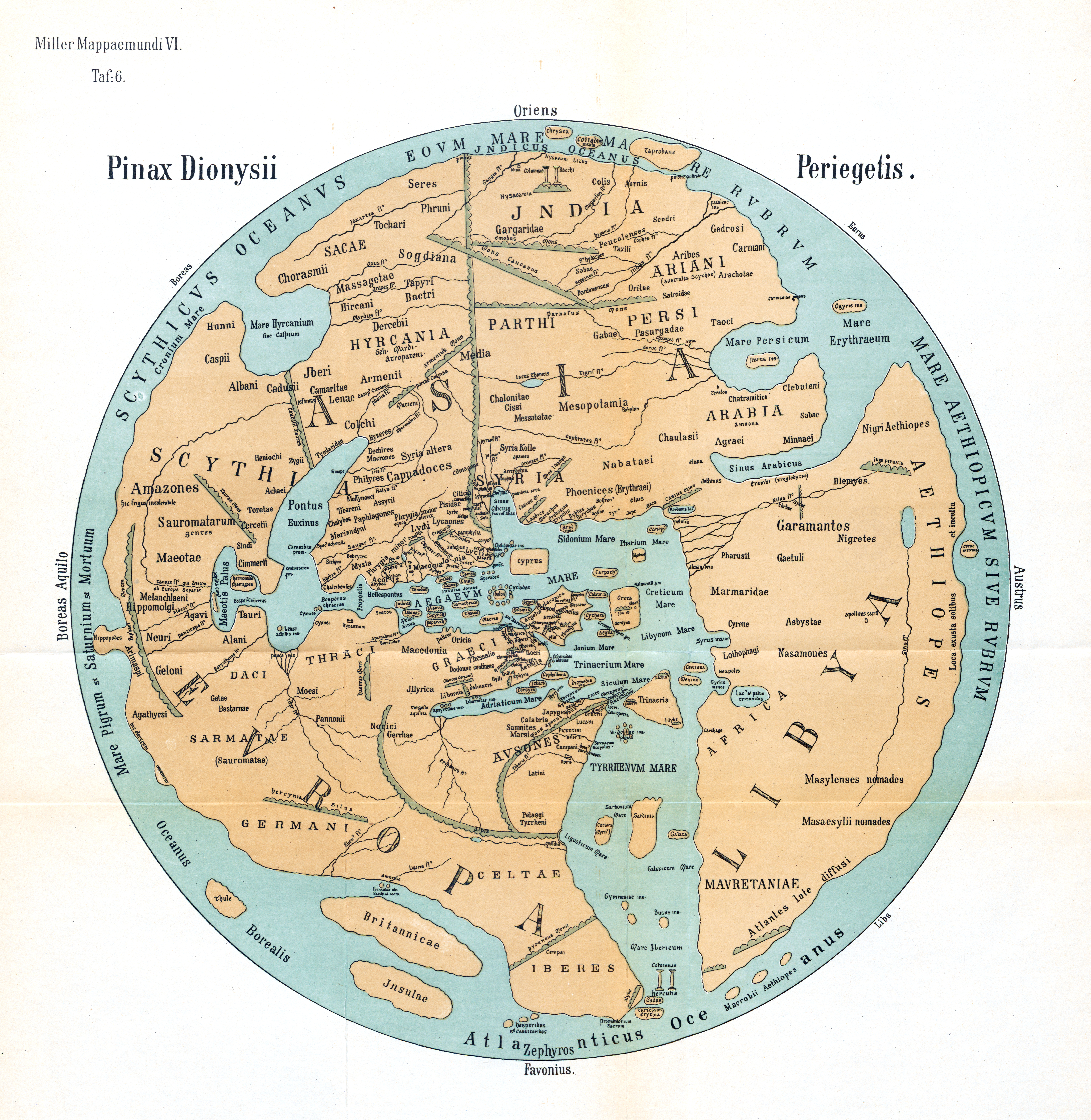
So etwa stellte sich Dionysios die Welt vor.

Dionysios von Alexandria (auch Dionysios Periegetes) war ein möglicherweise aus Alexandria stammender griechischer Geograph des 2. Jahrhunderts n. Chr. Er ist der Verfasser der um 124 erschienenen Periegesis tes oikumenes (Περιήγεσις τής οἰκουμένης), einer Beschreibung der damals bekannten Welt in 1186 Hexametern.
Sein durch Reinheit und Eleganz der Sprache sich auszeichnendes Werk wurde von Avienus im 4. Jahrhundert n. Chr. für sein Werk Descriptio orbis terrae als Grundlage verwendet und von Priscian in lateinische Hexameter übersetzt. Eustathios von Thessalonike verfasste einen Kommentar. Bis ins Mittelalter blieb das Werk ein geschätztes und häufig kommentiertes Lehrbuch.
Lebensdaten und Identität des Verfassers waren lange Zeit Gegenstand von Unsicherheit und Diskussion. Jacob Burckhardt identifizierte Dionysios (wohl fälschlich) mit dem Verfasser der Bassarika, eines Epos über die Taten des Dionysos. Aufgrund eines Eintrages in der Suda wurde Dionysios auch mit Dionysios von Byzanz identifiziert. Gottfried Bernhardy nahm an, dass er am Ende des 3. oder zu Beginn des 4. Jahrhunderts schrieb.
Durch neuere Studien von Ulrich Bernays können die Herkunft aus Alexandria und der Zeitpunkt der Entstehung um 124 als gesichert gelten. Zwei Akrosticha nennen Namen und Heimat des Dichters (Vers 109–134) sowie Zeitpunkt der Entstehung („als Hadrian in Samothrake eponymer König war“, Vers 513–532).

## Ausgaben und Übersetzungen
- Orbis descriptio. Jakob von Breda, Deventer um 1497. (Digitalisat)
- Gottfried Bernhardy (Hrsg.): Geographici Graeci minores … 1. Dionysius Periēgētes Graece et Latine cum vetustis commentariis et interpretationibus ex recensione et cum annotatione Godofredi Bernhardy. Leipzig 1828. Nachdruck: 2 Bände, Olms, Hildesheim 1974, ISBN 3-487-04910-4 (Band 1) und ISBN 3-487-04911-2 (Band 2)
- Karl Müller (Hrsg.): Geographici Graeci minores e codicibus recognovit prolegominis annotatione instruxit tabulis aeri incisis illustravit Carolus Mullerus … 2. Orbus descriptio … Bibliotheca scriptorum Graecorum Band 26. Didot, Paris 1861.
- Dionysios von Alexandria: Das Lied von der Welt. Griechisch und Deutsch. Herausgegeben von Kai Brodersen. Olms, Hildesheim 1994, ISBN 3-487-09893-8
- Ceporinus, Jacobus [Hrsg.], Linacre, Thomas [Übers.]: Dionysiu Oikomenes Periēgēsis. - Basileae : Johann Bebel, 1523. Digitalisierte Ausgabe der Universitäts- und Landesbibliothek Düsseldorf
- Christian Jacob: Le Description de la terre habitée de Denys d'Alexandrie ou la leçon de géographie. Albin Michel, Paris 1990, ISBN 2-226-03958-9 (französische Übersetzung mit Einleitung); aktualisierte Ausgabe unter dem Titel: Denys le Périégète. La Description de la terre habitée (La roue à livres, 101). Les Belles Lettres, Paris 2024, ISBN 9782251455396. – Rezension von José Leonardo Sousa Buzelli, Bryn Mawr Classical Review 2025.05.34
- Jane L. Lightfoot: Description of the known world / Dionysius Periegetes. With introduction, text, translation and commentary. Oxford 2014, ISBN 978-0-19-967558-6 (maßgeblicher neuer Kommentar)